# 괴체나무아과
괴체나무아과(Goetze--亞科, 학명: Goetzeoideae 고이트제오이데아이[*])는 가지과의 아과이다.

## 하위 분류
- 괴체나무속(Goetzea Wydler)
- Coeloneurum Radlk.
- Espadaea A.Rich.
- Henoonia Griseb.